# Maxime Dupé
Maxime Dupé (Pleucadeuc, 3 maart 1993) is een Frans voetballer die als doelman speelt bij OGC Nice

## Clubcarrière
Dupé speelde in de jeugd bij JA Pleucadeuc, Vannes OC en FC Nantes. In 2008 tekende hij zijn eerste profcontract. Hij stroomde bij Nantes in 2013 door vanuit de jeugd. Op 15 februari 2014 debuteerde hij in de Ligue 1 tegen OGC Nice met een clean sheet. Hij kwam tot vier competitieoptredens gedurende het seizoen 2013/14. Zijn voornaamste concurrent op dat moment was de zes jaar oudere Rémy Riou.
In 2019 werd Dupé voor een seizoen verhuurd aan Clermont Foot 63. Daarna werd hij getransfereerd naar FC Toulouse. Medio 2023 vertrok de doelman transfervrij naar RSC Anderlecht waar hij een contract voor twee seizoenen tekende. Na zeven wedstrijden in de Belgische competitie verloor hij zijn basisplaats aan Kasper Schmeichel en speelde enkel nog twee bekerwedstrijden tot aan het einde van 2023. Dupé drong aan op een vertrek en keerde eind januari 2024 terug naar Frankrijk waar hij een contract tot medio 2026 tekende bij de eersteklasser OGC Nice.

## Interlandcarrière
Dupé speelde acht interlands voor Frankrijk –17 en drie interlands voor Frankrijk –18.  In 2013 werd hij wereldkampioen met de U20.
1 Bułka ·
2 Abdi ·
4 Dante  ·
5 Abdelmonem ·
7 Boga ·
8 Rosario ·
9 Moffi ·
10 Diop ·
11 Sanson ·
15 Moukoko ·
18 Ilie ·
19 Bouanani ·
22 Ndombele ·
24 Laborde ·
25 Cho ·
26 Bard ·
28 Boudaoui ·
29 Guessand ·
31 Dupé ·
32 Louchet ·
33 Mendy ·
44 Doumbouya ·
45 Orakpo ·
55 Ndayishimiye ·
64 Bombito ·
77 Boulhendi ·
92 Clauss ·
Coach: Haise
· Assistent-coach: Ramaré
· Assistent-coach: Squillaci